# Алькой
Алько́й (исп. Alcoy, баск. Alcoi, кат. Alcoi) — город и муниципалитет в Испании, входит в провинцию Аликанте в составе автономного сообщества Валенсия (автономное сообщество). Муниципалитет находится в составе района (комарки) Валье-де-Алькой. Занимает площадь 129,86 км². Население — 61 417 человек (на 2010 год). Расстояние до административного центра провинции — 60 км.
Расположен у слияния двух потоков реки Серпис, севернее города Аликанте.

## История
Поселения на месте города существовали ещё до прихода римлян. Современный Алькой был основан маврами, назвавшими его по имени города Алькойль в Африке.
В 1800 году в городе была создана первая текстильная фабрика, здесь же располагалась первая испанская промышленная школа.
Во время гражданской войны в Испании в городе Алькой было развёрнуто производство 76-мм артиллерийских снарядов для армии Испанской республики. Кроме того, под руководством советского военного советника Б. Генчева здесь было освоено производство ручных гранат.

## Экономика
Главные отрасли экономики: текстильная, бумажная (производство папиросной бумаги), пищевая, трикотажная, кожевенно-обувная, машиностроение. Алькой — финансовый, торговый и культурный центр близлежащих районов. Недалеко от города ведётся разработка лигнита. Железная дорога.

## Население
| Год  | Численность | Численность   |
| ---- | ----------- | ------------- |
| 2001 | 60 288      | [ 5 ]         |
| 2002 | 60 465      | [ 6 ]         |
| 2003 | 60 036      | [ 7 ]         |
| 2004 | 60 532      | [ 8 ]         |
| 2005 | 60 931      | [ 9 ]         |
| 2006 | 60 590      | [ 10 ]        |
| 2007 | 60 700      | [ 11 ]        |
| 2008 | 61 698      | [ 12 ]        |
| 2009 | 61 552      | [ 13 ]        |
| 2010 | 61 417      | [ 14 ]        |
| 2011 | 61 093      | [ 15 ]        |
| 2012 | 60 837      | [ 16 ]        |
| 2013 | 60 105      | [ 17 ]        |
| 2014 | 59 675      | [ 18 ]        |
| 2015 | 59 567      | [ 19 ]        |
| 2016 | 59 198      | [ 20 ]        |
| 2017 | 59 106      | [ 21 ]        |
| 2018 | 58 977      | [ 22 ] [ 23 ] |
| 2019 | 58 994      | [ 24 ]        |
| 2020 | 59 354      | [ 25 ]        |
| 2021 | 59 128      | [ 26 ]        |
| 2022 | 58 960      | [ 27 ]        |
| 2023 | 59 493      | [ 28 ]        |
| 2024 | 60 372      | [ 2 ]         |

## Достопримечательности

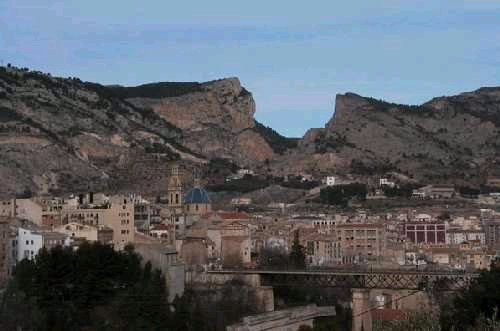
Панорама города

В городе находятся руины иберийского поселения с остатками греко-романской керамики. Среди исторических зданий — местный археологический музей. В монастыре Сант-Агусти (Sant Agustí), реконструированном в XVIII веке, имеются образцы живописи XVI века. Католическая церковь Санта-Мария в стиле валенсийского барокко.
В Алькое ежегодно 5 января проходит кавалькада царей-волхвов — праздничное шествие, которое имеет почетный статус представляющего национальный туристический интерес. В апреле проводится фестиваль Moros y cristianos в честь св. Георгия (исп. San Jorge) — покровителя города, который, по преданию, в 1276 году помог христианам разбить мусульман в битве у Алькоя.
Местонахождение среднего палеолита (от 60,7 до 45,2 тыс. л. н.) Эль-Соль (El Salt) содержит одиннадцать хорошо сохранившихся под открытым небом и перекрывающихся очагов. Органическое вещество, присутствующее в очагах Эль-Соли, позволило определить, что неандертальцы четыре раза краткосрочно селились здесь через относительно длительные периоды времени.

## Фотографии

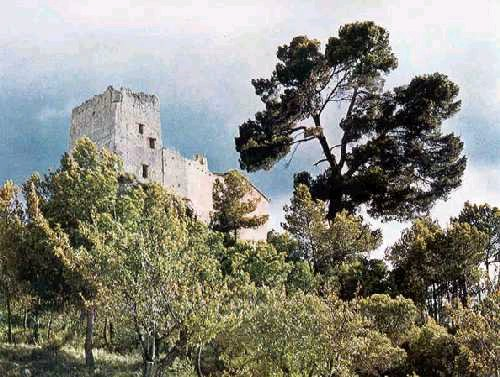
Замок Барчель (предположительно XII в.)
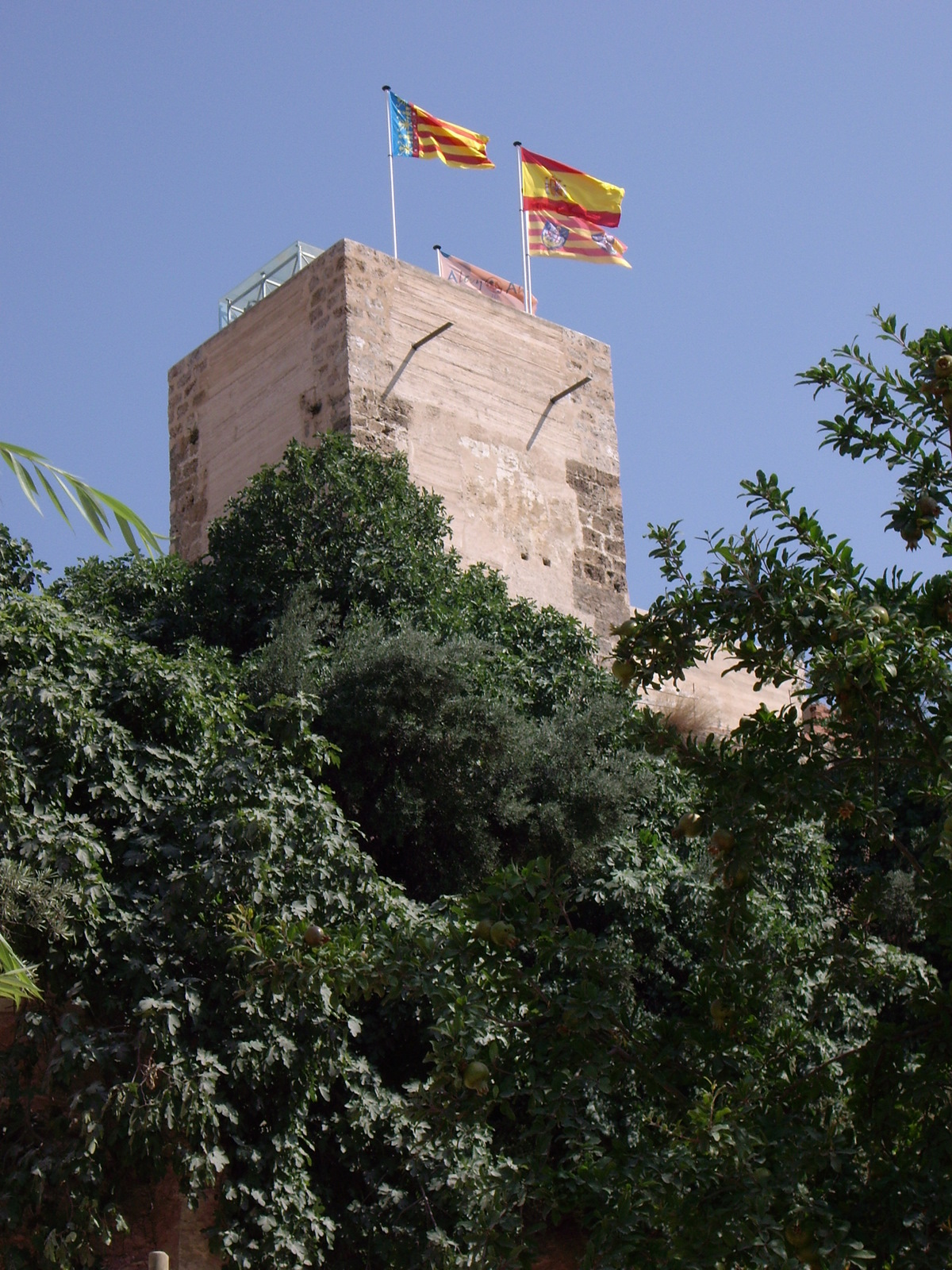
Башня На-Валора (XIII в.)
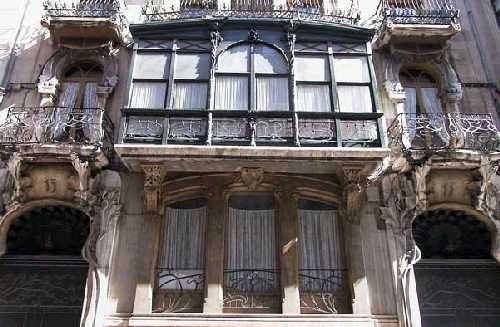
«Дом с павлином» (1908—1909 гг.)
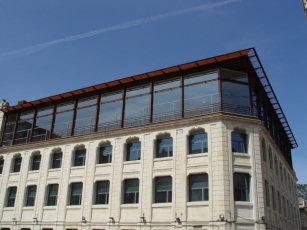
«Здание Карбонель» — бывший фабричный корпус, в котором ныне размещается Высшая политехническая школа Алькоя (отделение Валенсийского политехнического университета)
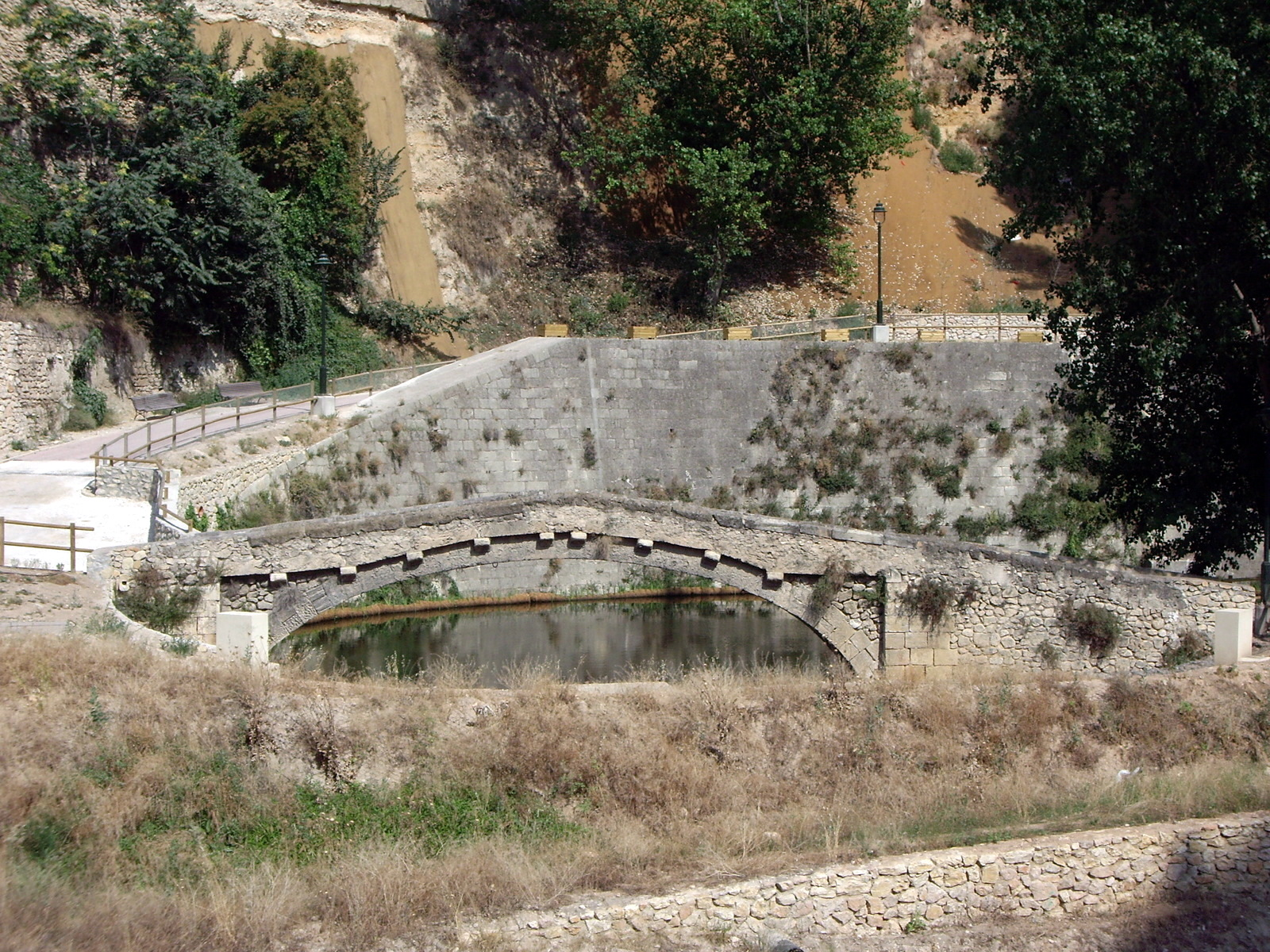
Мостик Буидаоли (1837 г.)
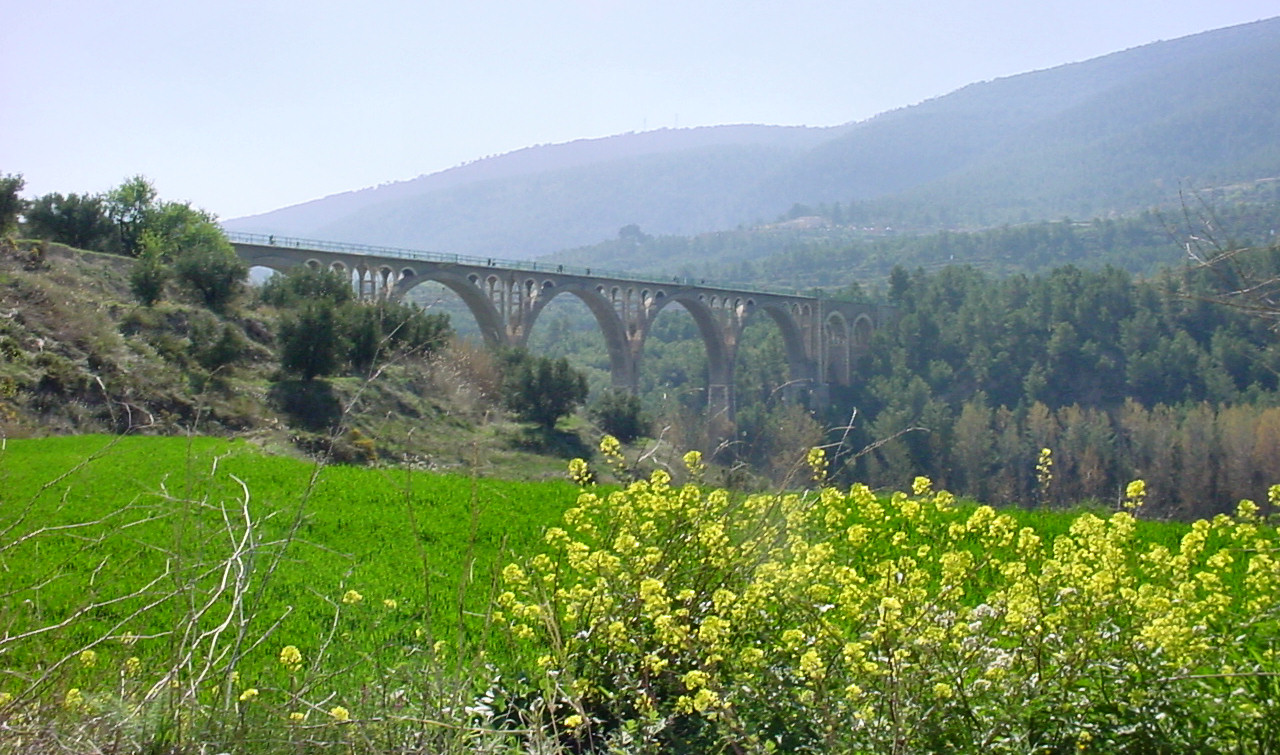
Хотя виадук, построенный для железной дороги, которая так никогда и не связала Алькой с Аликанте, опирается на восемь арок, называют его мостом «Семи лун»
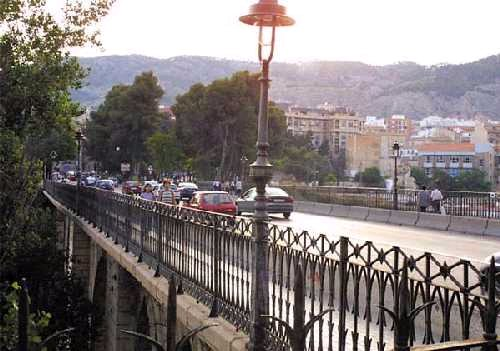
Мост Марии Кристины (1828—1838 гг.)
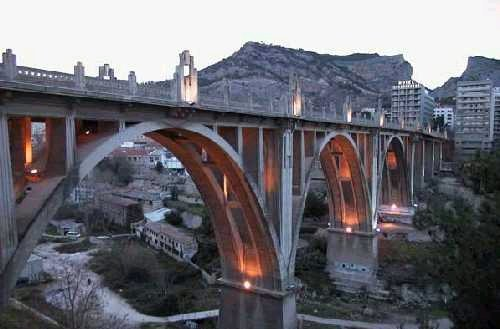
Мост Святого Георгия (1931 г.)
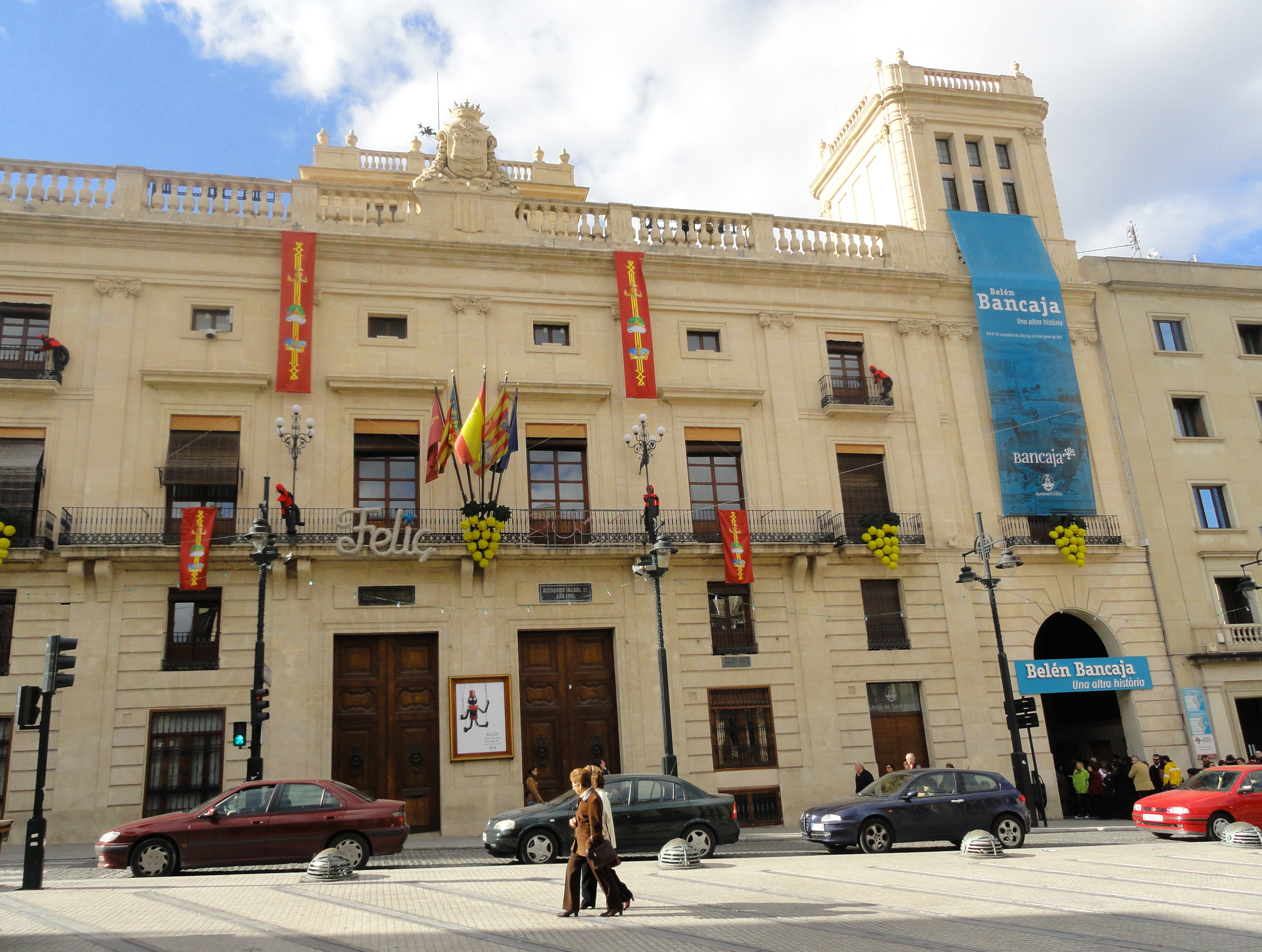
Здание аюнтамиенто (Casa Consistorial) Алькоя (1846—1863 гг.)
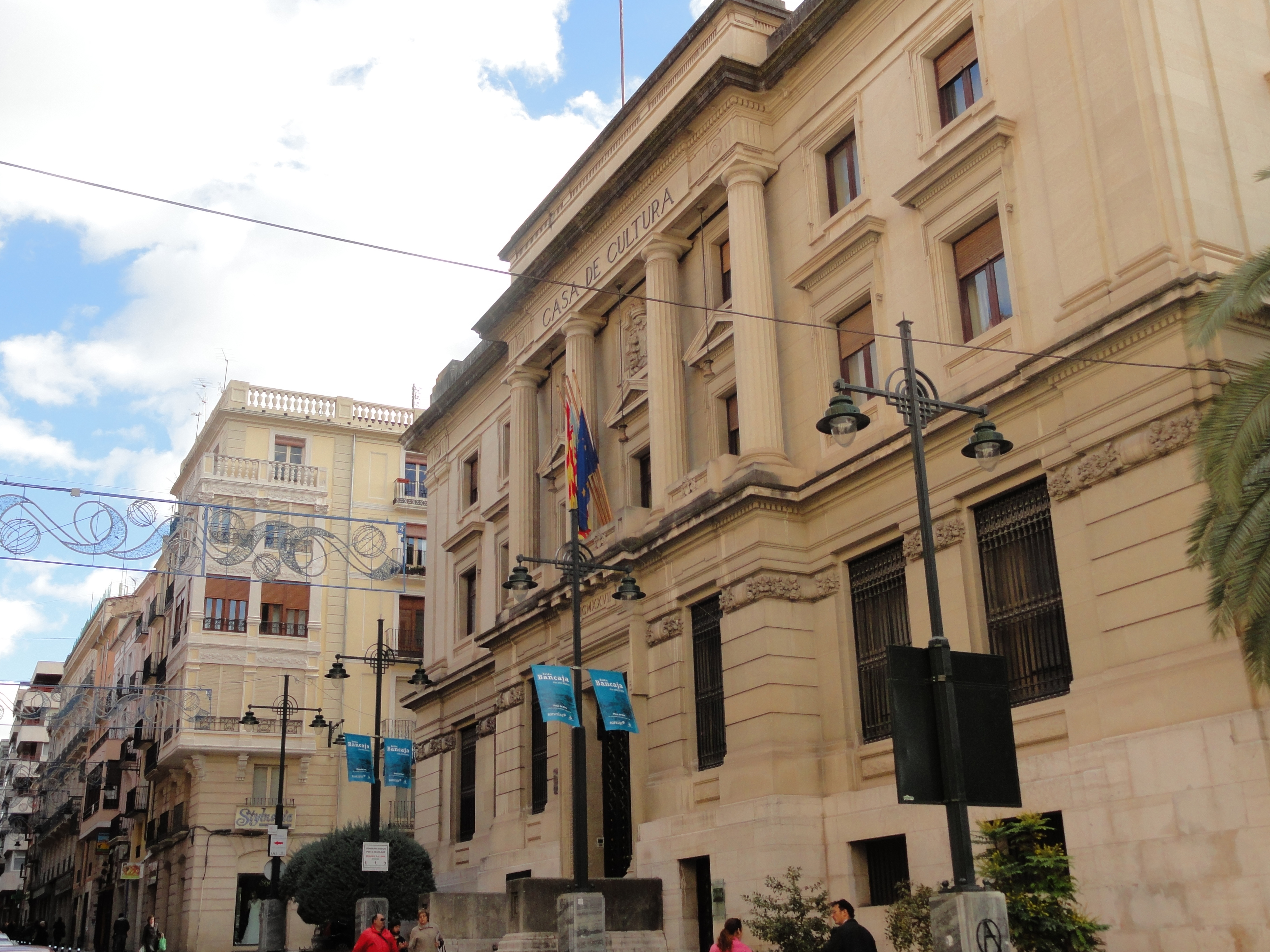
«Дом культуры» (1923 г.); сейчас в здании располагается библиотека и архив
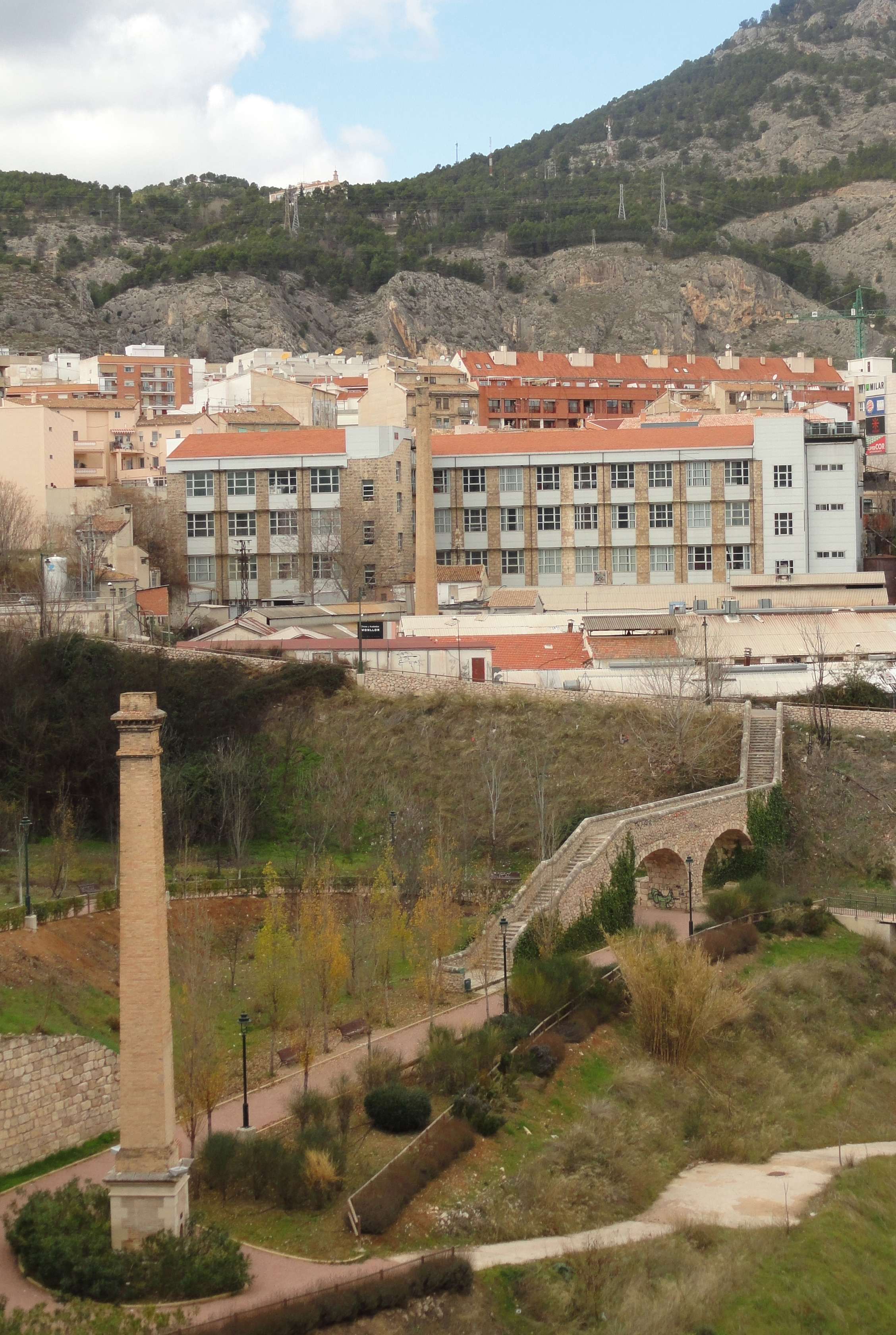
Фабрично-заводская труба: охраняемый памятник истории промышленного развития региона